# Batalha do Cabo Espichel
A Batalha naval do Cabo Espichel deu-se a 15 de Julho de 1180 entre as frotas do Reino de Portugal e as do Califado Almóada, ao largo do Cabo Espichel, na costa de Sesimbra. Saldou-se na primeira vitória naval portuguesa.

## Contexto
Em 1147 Lisboa foi conquistada aos mouros e é possível que o número de galés portuguesas contabilizassem cerca de 10 unidades. Na Primavera de 1179, uma frota Almóada de nove galés, comandada por Ganim ben Mardanis entrou no estuário do Tejo, capturou duas galés portuguesas que se encontravam de vigia e assolou os arredores de Lisboa antes de regressar a Sevilha carregada de ricos despojos.
Devido à grande actividade predatória de navios Almóadas contra as costas de Portugal e armação portuguesa, o rei D. Afonso Henriques decidiu criar uma marinha poderosa e nomeou D. Fuas Roupinho seu almirante. D. Fuas era, à data, um português respeitado. O príncipe herdeiro D. Sancho e D. Fuas Roupinho largaram então do Tejo no Verão de 1179 para uma acção de retaliação contra território muçulmano, pilharam Saltes, subiram o Guadalquivir e saquearam os arrabaldes de Sevilha, regressando triunfantes a Lisboa.
No ano seguinte os Almóadas ripostaram e enviaram novamente para o Tejo uma armada de nove galés comandada por Ganim ben Mardanis e um irmão seu. Assim que souberam, provavelmente por algum navio apresado, que os portugueses estavam a reunir as suas galés em São Martinho do Porto, os dois irmãos partiram para lá. Ao chegarem a São Martinho do Porto, as galés portuguesas retiraram-se para o norte, ao passo que 300 muçulmanos desembarcaram e dirigiram-se a Porto de Mós para saquear esta vila.
D. Fuas Roupinho era alcaide de Porto de Mós e quando soube da presença de Gamir com a suas tropas, na costa, partiu com as suas tropas, cerca de 250, e atacou os mouros, que foram derrotados. As galés muçulmanas que se encontravam em São Martinho do Porto só souberam do desfecho do combate dois dias depois. Tendo muito poucos soldados a bordo e agora sem o seu almirante, fizeram imediatamente à vela para sul, dando a campanha por terminada. D. Fuas Roupinho, entretanto, dirigiu-se a São Martinho do Porto, embarcou nas galés portuguesas que entretanto regressaram, e partiu para sul em perseguição dos muçulmanos em fuga.

## Batalha
A 15 de Julho, ao dobrar o Cabo Espichel, os portugueses avistaram as frota muçulmana. As galés almóadas foram alcançadas sem dificuldade, provavelmente por terem já os fundos sujos ou velas mais pequenas.
Passado algum tempo os portugueses e os muçulmanos entraram em combate. Os marinheiros portugueses eram inexperientes, por se tratar da primeira batalha naval desde que Portugal era um reino independente. No entanto, a falta de experiência foi compensada pela coragem e lograram derrotar o inimigo.

## Rescaldo
Terminada a batalha, D. Fuas Roupinho levou as nove galés capturadas para Lisboa e foi recebido nesta cidade em triunfo.
Assegurada a vitória, os portugueses perseguiram os almóadas até ao Algarve e dali até Ceuta, em cujo porto D. Fuas Roupinho apresou mais embarcações, causando grandes estragos.
Depois destas grandes vitórias, D. Fuas tentou novamente atacar Ceuta em 1182, mas desta vez os portugueses não tiveram sucesso e perderam o seu almirante em combate.